# Sam Hauser
Pour les articles homonymes, voir Hauser.
Ne doit pas être confondu avec Sam Houser.
Samuel David Hauser, né le 8 décembre 1997 à Green Bay dans le Wisconsin, est un joueur américain de basket-ball évoluant au poste d'ailier et mesurant 2,00 m.

## Biographie
Son petit frère, Joey Hauser, est également joueur en NBA.

### Carrière universitaire
Hauser a fait ses débuts pour les Golden Eagles de Marquette le 11 novembre 2016, inscrivant 14 points en 19 minutes en sortie de banc, dans une victoire contre Vanderbilt. Le 4 décembre, il marque 19 points dans une victoire contre la Géorgie. Il a marqué 19 points dans son match suivant, deux jours plus tard dans une victoire contre Fresno State. Pour sa première année, Hauser obtient en moyenne 8,8 points, 5 rebonds et 1,3 passe décisive par match, tirant à 45,3% à trois points tout en étant le leader de son équipe en nombre de minutes jouées et rebonds défensifs captés.
Le 27 novembre 2017, Hauser a marqué 30 points, avec 9 rebonds et 4 passes décisives, dans une victoire en prolongation contre Eastern Illinois. Le 21 décembre, il a atteint un record en carrière avec 7 paniers à trois points inscrits, accompagnés de 29 points pour mener son équipe. En deuxième année, il obtient en moyenne 14,1 points, 5,7 rebonds et 2,9 passes décisives par match.
Pour sa saison junior, 3e saison universitaire, Hauser est rejoint à Marquette par son frère, Joey. Le 8 décembre 2018, il capte 14 rebonds, son record, ainsi que 13 points et 4 passes décisives, dans une victoire contre le Wisconsin. Le 15 janvier 2019, Hauser marque 31 points, son nouveau record, avec 8 rebonds dans une victoire contre Georgetown. Il obtient en moyenne 14,9 points, 7,2 rebonds et 2,4 passes par match, Hauser est nommé dans la Second-team All-Big East. À l'issue de la saison, il annonce qu’il va quitter Marquette.
Le 28 mai 2019, Hauser s'engage à poursuivre son cursus universitaire avec l'Université de Virginie et a dû attendre la saison suivante en raison des règles de transfert de la National Collegiate Athletic Association (NCAA). À ses débuts pour Virginia le 25 novembre 2020, il inscrit 19 points dans une victoire contre Towson. Pour sa première saison avec l'université, il obtient en moyenne 16 points, 6,8 rebonds et 1,8 passe décisive par match. Le 25 mars 2021, Hauser annonce qu’il se présente pour la draft 2021 de la NBA, mettant ainsi fin à son cursus universitaire.

### Carrière professionnelle

#### Celtics de Boston (depuis 2021)
Bien que non drafté, il signe, le 13 août 2021, un contrat two-way en faveur des Celtics de Boston. Le 20 novembre, Hauser fait ses débuts au sein de la NBA contre le Thunder d'Oklahoma City. En février 2022, son ancien contrat est converti en contrat standard. Il atteint, avec l'équipe des Celtics, les Finales NBA 2022 mais s'incline face aux Warriors de Golden State.
Le 3 juillet 2022, Hauser signe un nouveau contrat avec les Celtics à hauteur de 6 millions de dollars sur 3 ans. Le 9 novembre, il enregistre un record en carrière avec 24 points inscrits contre les Pistons de Détroit.
Le 21 juillet 2024, fraîchement sacré champion NBA contre les Mavericks de Dallas, il signe une prolongation de son contrat à hauteur de 45M de dollars à partir de la saison 2025/2026.

## Palmarès

### NBA
- Champion NBA en 2024 avec les Celtics de Boston.

## Statistiques

### Universitaires
Les statistiques de Sam Hauser en matchs universitaires sont les suivantes :
| Saison    | Équipe    | Matchs   | Titul.   | Min./m   | % Tir    | % 3pts   | % LF     | Rbds/m.  | Pass/m.  | Int/m.   | Ctr/m.   | Pts/m.   |
| --------- | --------- | -------- | -------- | -------- | -------- | -------- | -------- | -------- | -------- | -------- | -------- | -------- |
| 2016-2017 | Marquette | 32       | 28       | 26,5     | 47,3     | 45,3     | 82,8     | 5,00     | 1,30     | 0,80     | 0,60     | 8,80     |
| 2017-2018 | Marquette | 35       | 35       | 32,6     | 49,9     | 48,7     | 83,6     | 5,70     | 2,90     | 1,00     | 0,50     | 14,10    |
| 2018-2019 | Marquette | 34       | 33       | 33,4     | 45,9     | 40,2     | 92,4     | 7,20     | 2,40     | 0,60     | 0,50     | 14,90    |
| 2019-2020 | Virginie  | Redshirt | Redshirt | Redshirt | Redshirt | Redshirt | Redshirt | Redshirt | Redshirt | Redshirt | Redshirt | Redshirt |
| 2020-2021 | Virginie  | 25       | 25       | 34,2     | 50,3     | 41,7     | 89,6     | 6,80     | 1,80     | 0,60     | 0,40     | 16,00    |
| Carrière  | Carrière  | 126      | 121      | 31,6     | 48,3     | 43,9     | 88,0     | 6,10     | 2,10     | 0,80     | 0,50     | 13,30    |

### NBA
Les statistiques de Sam Hauser au niveau professionnel sont les suivantes :

#### Saison régulière
| Champion NBA |

| Saison    | Équipe   | Matchs | Titul. | Min./m | % Tir | % 3pts | % LF  | Rbds/m. | Pass/m. | Int/m. | Ctr/m. | Pts/m. |
| --------- | -------- | ------ | ------ | ------ | ----- | ------ | ----- | ------- | ------- | ------ | ------ | ------ |
| 2021-2022 | Boston   | 26     | 0      | 6,1    | 46,0  | 43,2   | –     | 1,12    | 0,38    | 0,04   | 0,08   | 2,50   |
| 2022-2023 | Boston   | 80     | 8      | 16,1   | 45,5  | 41,8   | 70,6  | 2,60    | 0,90    | 0,40   | 0,30   | 6,40   |
| 2023-2024 | Boston   | 79     | 13     | 22,0   | 44,6  | 42,4   | 89,5  | 3,50    | 1,00    | 0,50   | 0,30   | 9,00   |
| 2024-2025 | Boston   | 71     | 19     | 21,7   | 45,1  | 41,6   | 100,0 | 3,20    | 0,90    | 0,60   | 0,20   | 8,50   |
| Carrière  | Carrière | 256    | 40     | 18,5   | 45,1  | 42,0   | 85,1  | 2,90    | 0,90    | 0,40   | 0,20   | 7,40   |

#### Playoffs
| Saison   | Équipe   | Matchs | Titul. | Min./m | % Tir | % 3pts | % LF  | Rbds/m. | Pass/m. | Int/m. | Ctr/m. | Pts/m. |
| -------- | -------- | ------ | ------ | ------ | ----- | ------ | ----- | ------- | ------- | ------ | ------ | ------ |
| 2022     | Boston   | 7      | 0      | 2,1    | 25,0  | 33,3   | 100,0 | 0,14    | 0,29    | 0,00   | 0,00   | 0,70   |
| 2023     | Boston   | 15     | 0      | 6,9    | 34,5  | 33,3   | 100,0 | 1,10    | 0,30    | 0,10   | 0,10   | 2,00   |
| 2024     | Boston   | 19     | 0      | 14,9   | 42,9  | 38,0   | 100,0 | 2,20    | 0,60    | 0,30   | 0,20   | 5,40   |
| 2025     | Boston   | 8      | 0      | 13,5   | 41,7  | 33,3   | 100,0 | 1,50    | 0,50    | 0,10   | 0,10   | 3,50   |
| Carrière | Carrière | 49     | 0      | 10,4   | 40,4  | 36,1   | 100,0 | 1,40    | 0,40    | 0,10   | 0,10   | 3,40   |

## Records sur une rencontre en NBA
Les records personnels de Sam Hauser en NBA sont les suivants, :
| Type de statistique        | Saison régulière | Saison régulière            | Saison régulière |
| Type de statistique        | Record           | Adversaire                  | Date             |
| -------------------------- | ---------------- | --------------------------- | ---------------- |
| Points                     | 33               | Jazz de l'Utah              | 10 mars 2025     |
| Paniers marqués            | 11               | Jazz de l'Utah              | 10 mars 2025     |
| Paniers tentés             | 23               | Jazz de l'Utah              | 10 mars 2025     |
| Paniers à 3 points réussis | 10               | Wizards de Washington       | 18 mars 2024     |
| Paniers à 3 points tentés  | 19               | Jazz de l'Utah              | 10 mars 2025     |
| Lancers francs réussis     | 3                | Wizards de Washington       | 27 novembre 2022 |
| Lancers francs tentés      | 3                | Wizards de Washington       | 27 novembre 2022 |
| Rebonds offensifs          | 4                | @ Trail Blazers de Portland | 17 mars 2023     |
| Rebonds défensifs          | 8                | 76ers de Philadelphie       | 8 février 2023   |
| Rebonds totaux             | 9                | @ Bucks de Milwaukee        | 14 février 2023  |
| Passes décisives           | 6                | Hawks d'Atlanta             | 9 avril 2023     |
| Interceptions              | 2                |                             | 4 fois           |
| Contres                    | 3                | @ Pacers de l'Indiana       | 23 février 2023  |
| Balles perdues             | 3                |                             | 2 fois           |
| Minutes jouées             | 39               | @ Bucks de Milwaukee        | 14 février 2023  |

- Double-double : 0
- Triple-double : 0

Dernière mise à jour : 24 novembre 2023

## Distinctions personnelles
- First-team All-ACC (2021)
- Second-team All-Big East (2019)
- Wisconsin Mr. Basketball (2016)